# Volkmarsen
Volkmarsen è una città tedesca di 6 769 abitanti, situata nel Land dell'Assia.